# Erkan Oğur
Erkan Oğur (1954, Turquía) es un músico folclórico, ejecutante de la guitarra sin trastes, y los laúdes kopuz y bağlama. Combina la música folclórica con la música clásica turca.

## Discografía
- 1982 - Istanbul'da Bir Amerikalı
- 1983 - Perdesiz Gitarda Arayışlar - small-distribution cassette
- 1989 - Sis OST - Zülfü Livaneli film soundtrack
- 1996 - Eşkiya OST (The Bandit) - with Aşkın Arsunan, Yavuz Turgul film Eşkıya soundtrack (Kalan, released 2000)
- 2003 - Yazı Tura OST - Uğur Yücel film soundtrack, (Kalan, released 2005)
- 1993 - Fretless (Feuer und Eis)
- 1996 - Bir Ömürlük Misafir - reworked reissue of Fretless (Kalan)
- 1998 - Gülün Kokusu Vardı - with İsmail Hakkı Demircioğlu (Kalan)
- 1999 - Hiç ("Nothing") - with Okan Murat Öztürk (Kalan)
- 2000 - Anadolu Beşik - with İsmail Hakkı Demircioğlu (Kalan)
- 2001 - Fuad - with Djivan Gasparyan
- 2006 - Telvin - in Telvin trio
- 2007 - The Istanbul Connection
- 1989 - Mideast/Midwest - recording of live performance with Robert 'One-Man' Johnson
- 1995 - The Other Side of Turkey - compilation, includes Oğur (Feuer und Eis)
- 2004 - Pervane ("Moth") by Yansımalar - studio album, Oğur on four tracks (Kalan)
- 2012 - Dönmez Yol (KALAN)
- 2014 - Dokunmak - con Derya Türkan y İlkin Deniz